# Palacio de la Salina
El palacio de la Salina de Salamanca es un edificio construido en estilo plateresco con elementos italianos, edificado en 1538. Cuenta con airosa fachada, patio con arcos, capiteles y ménsulas de gran interés. El arquitecto fue Rodrigo Gil de Hontañón.

## Historia
El palacio fue hecho construir por Rodrigo de Messía Carrillo (o Mejía), casado con doña Mayor de Fonseca y Toledo, señores de La Guardia por lo cual también se le conoce como Palacio de don Rodrigo de Messía o de Fonseca. El primogénito del matrimonio, Gonzalo Messía Carrillo, heredó el 17 de agosto de 1549 la mayoría de los bienes familiares, pero la madre quiso legar a su segundo hijo, Juan Alonso de Fonseca, algunos bienes aportados por ella al matrimonio y, entre ellos, el palacio (y es muy posible que el hijo adoptase el apellido de la familia de su madre por esta razón). Por esta causa en la fachada aparece el escudo de los Fonseca y el palacio es conocido como Palacio de Fonseca.
Debe su nombre (La Salina) a haber sido sede del estanco de la sal (hasta 1870) y su disposición, abierta a la calle, demuestra que es un edificio construido desde sus inicios para ser público y no destinado a residencia, por lo que se puede afirmar que dicho Juan Alonso de Fonseca, era el concesionario del monopolio de la sal en la ciudad. Y también que la leyenda que liga el palacio al arzobispo Fonseca tampoco es cierta.
Desde 1884 es sede de la Diputación Provincial. La institución lo compró en 1881.

## La leyenda
Existe una leyenda, según la cual el arzobispo Alonso de Fonseca fue a Salamanca a un concilio diocesano acompañado de su amante gallega Juana Pimentel "La Salina". El obispo trató de que las diferentes familias nobles de la ciudad le ofrecieran cobijo durante su estancia, pero las de los apellidos relevantes le negaron la entrada en sus casas, por su compañía. El arzobispo se enfadó tanto que decidió hacer construir el Palacio de la Salina con una decoración interior que representara a los principales nobles de Salamanca de forma monstruosa. Sin embargo Alonso de Fonseca murió en 1534, cuatro años antes de edificarse el palacio y el verdadero dueño era el Juan Alonso de Fonseca mentado, y del parecido de nombres ha nacido la leyenda.